# Dudy podhalańskie

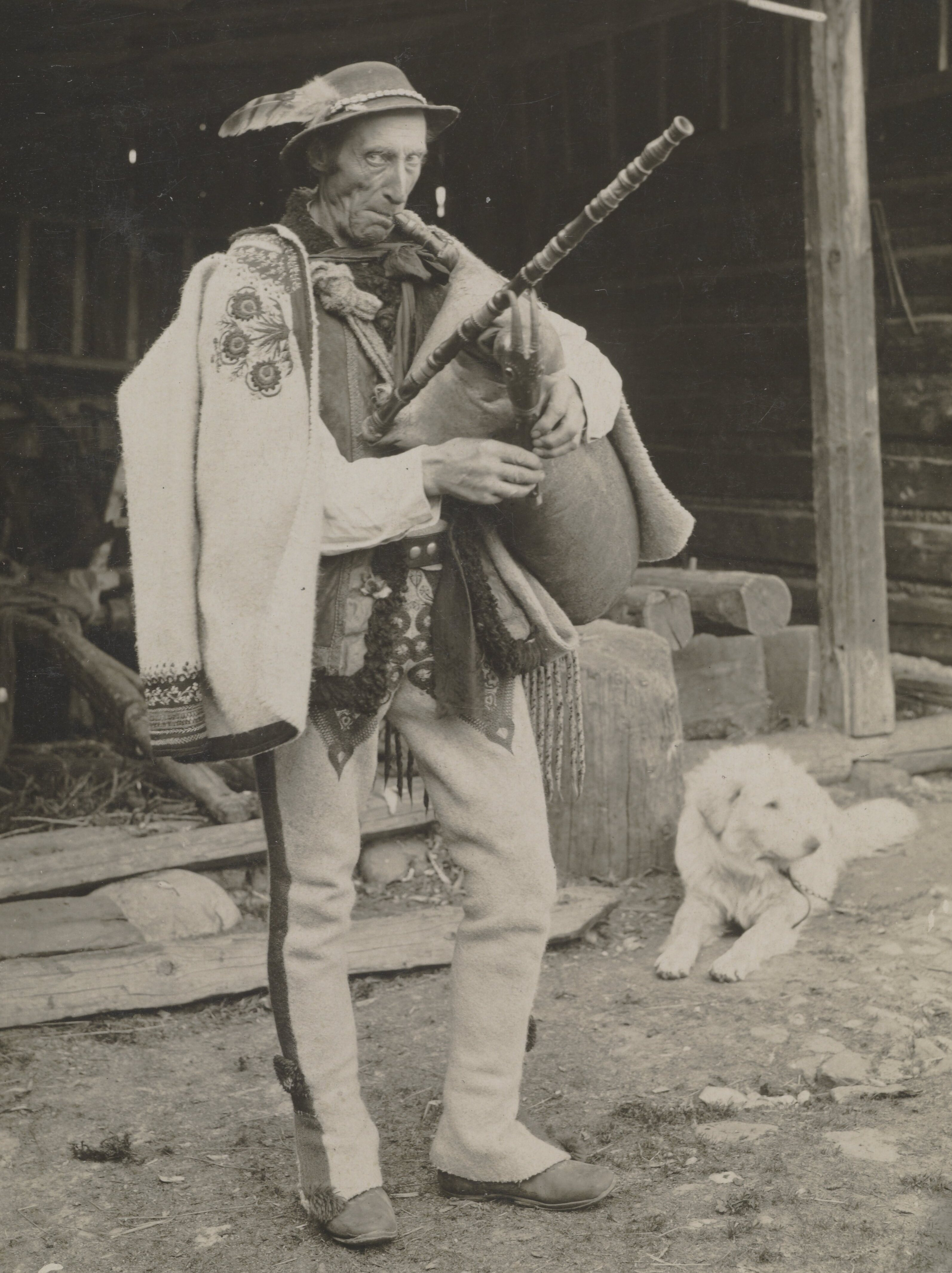
Stanisław Budz-Mróz grający na dudach podhalańskich. Pocztówka z okresu 1911-1928.

Dudy podhalańskie (także: koza podhalańska) – typ dud związany z Podhalem. Umiejętność wytwarzania instrumentu i praktyka gry na tym instrumencie została w 2014 roku wpisana na Krajową listę dziedzictwa niematerialnego.

## Budowa
Dudy podhalańskie jako jedyne w Polsce są czterogłosowe - składają się z trzykanałowej piszczałki melodyczno-burdonowej oraz odrębnej piszczałki burdonowej. Ze względu na wielokanałowość dudy podhalańskie (jako jedyne w Polsce) zaliczane są do typu południowosłowiańskiego.

## Historia
Ze względu na nietypowość dud podhalańskich na tle pozostałych instrumentów dudowych w Polsce uwagę badaczy budzi kwestia pochodzenia kozy. Adolf Chybiński wysunął hipotezę o dotarciu instrumentu na Podhale razem z wędrówkami wołoskimi. Zbigniew Przerembski wskazuje na trudności w źródłowym poświadczeniu istnienia czterogłosowych dud w polskich Karpatach i sugeruje możliwość indywidualnej innowacji górali polegającej na dodaniu trzeciego kanału w piszczałce melodyczno-burdonowej.

### XIX wiek
Najstarszym źródłem ikonograficznym mogącym ilustrować wariant dud podhalańskich (lub ich starszą formę) jest rysunek Ignatza Görtlera de Blumenfelda z 1809 r. przedstawiający podhalańskich zbójników. Uwiecznionym na nim dudziarzem miał być Tomasz Maciata z Białego Dunajca.

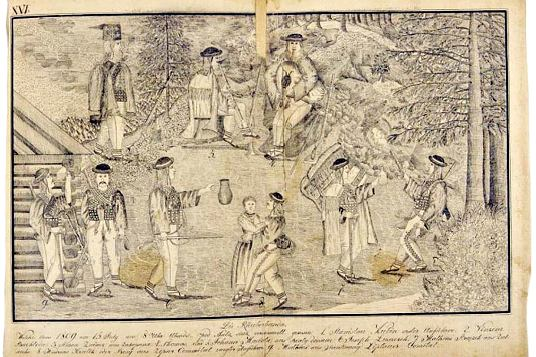
Zbójnicy podhalańscy wg Ignatza Görtlera de Blumenfelda (1809)

Na podstawie zachowanych instrumentów, rysunków i relacji można stwierdzić, że dudy podhalańskie w zbliżonym kształcie do współczesnego były używane na Podhalu przynajmniej od drugiej połowy XIX wieku.

### Okres międzywojenny
Tuż po zakończeniu wojny polsko-bolszewickiej Adolf Chybiński postulował włączenie dud podhalańskich do podhalańskich orkiestr wojskowych (na wzór orkiestr szkockich). Stało się to w 1933 r., kiedy odpowiednio zaadaptowane instrumenty weszły w skład orkiestry 5 Pułku Strzelców Podhalańskich. W 1935 r. dudy znalazły się również w składach innych orkiestr podhalańskich. 

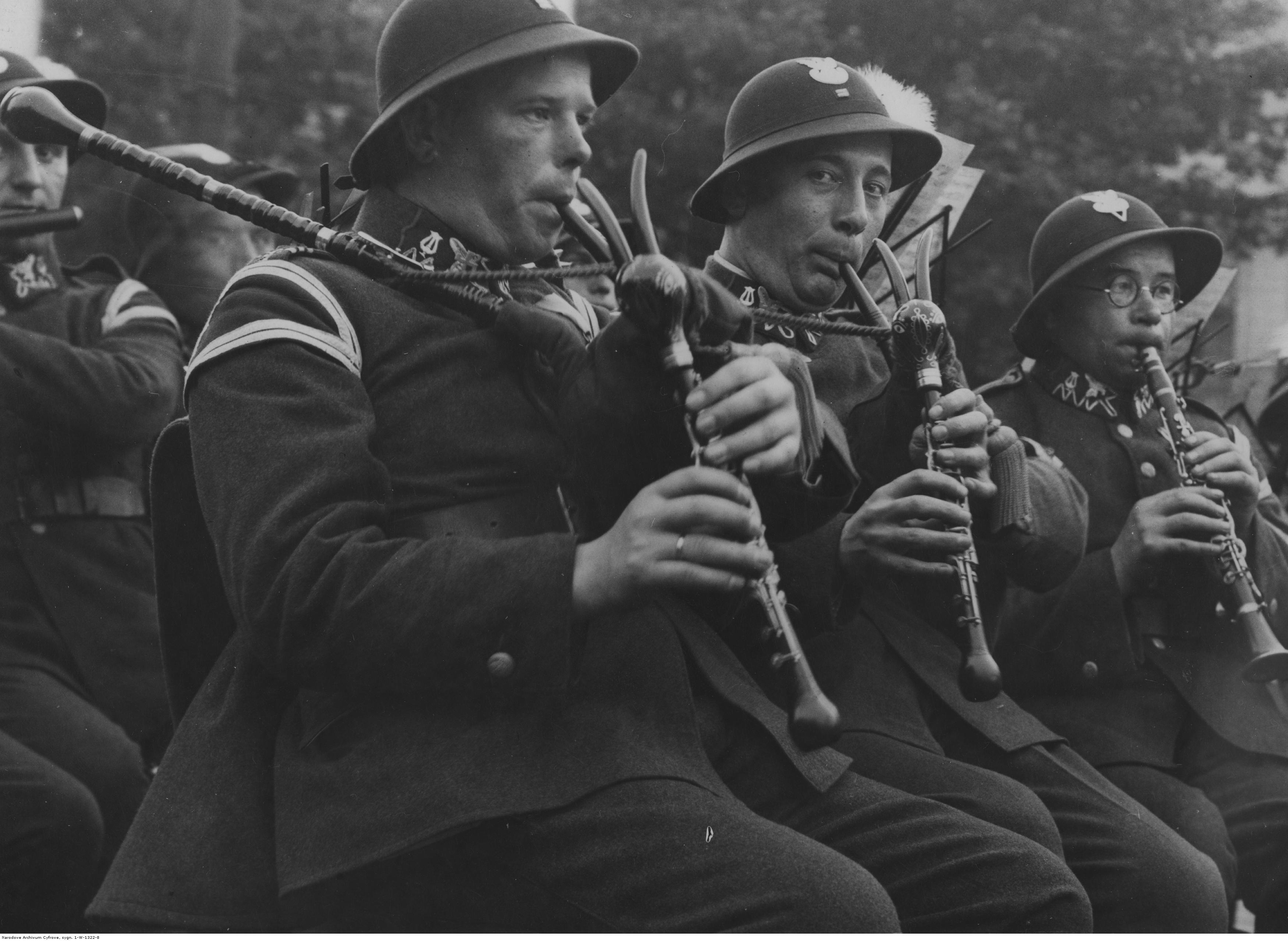
Dudziarze wojskowi z 5 Pułku Strzelców Podhalańskich